# TGCゼネラルサービス
TGCゼネラルサービス株式会社（ティージーシーゼネラルサービス）は、東京都中央区日本橋に本社を置く、日本の労働者派遣事業者。戸田建設の100％子会社。

## 概要
2024年4月1日に戸田スタッフサービス・グリーンサポートシステムズ・千代田建工の3社が合併し設立された。
人材事業部、商社事業部、リーシング事業部からなり、人材派遣・土木建築工事資材販売等の事業を行っている。
2024年の合併に伴い、バレーボール国内リーグのV.LEAGUE DIVISION2 WOMENに所属するGSS東京サンビームズの全株式がグリーンサポートシステムズから戸田建設に譲渡される。チーム名を東京サンビームズに変更し、TGCゼネラルサービスのバレーボール部として新たにスタートした。

## 事業所
- 本社
  - 東京都中央区日本橋小伝馬町7-10 エムジー小伝馬町ビル4階
- 分室
  - 三越前分室（ 東京都中央区日本橋室町1-8-7 エバー室町ビル9階）
  - 八丁堀分室（東京都中央区八丁堀2-19-6 ヤサカ八丁堀ビル6階）